# بخش کمبریج (شهرستان گرنزی، اوهایو)
بخش کمبریج (به انگلیسی: Cambridge Township) یک منطقهٔ مسکونی در ایالات متحده آمریکا است که در شهرستان گرنزی، اوهایو واقع شده‌است.
 بخش کمبریج ۹۰٫۳ کیلومتر مربع مساحت و ۱۴٬۵۷۰ نفر جمعیت دارد و ۲۶۳ متر بالاتر از سطح دریا واقع شده‌است.